# Davymedaljen
Davymedaljen, är en bronsmedalj, som instiftades av John Davy  till minne av dennes bror, kemisten Humphry Davy (1778–1829).
Sedan 1877 utdelas den årligen av Royal Society i London för nya, särskilt betydelsefulla upptäckter inom kemin.

## Pristagare

### 1800-talet
- 1877 Robert Wilhelm Bunsen och Gustav Kirchhoff
- 1878 Louis Paul Cailletet och Raoul Pictet
- 1879 Paul Émile Lecoq de Boisbaudran
- 1880 Charles Friedel
- 1881 Adolf Baeyer
- 1882 Dmitrij Mendelejev och Lothar Meyer
- 1883 Marcellin Berthelot och Julius Thomsen
- 1884 Hermann Kolbe
- 1885 Jean Servais Stas
- 1886 Jean Charles Galissard de Marignac
- 1887 John A.R. Newlands
- 1888 William Crookes
- 1889 William Henry Perkin den äldre
- 1890 Emil Fischer
- 1891 Victor Meyer
- 1892 François-Marie Raoult
- 1893 Jacobus Henricus van 't Hoff och Joseph Achille Le Bel
- 1894 Per Teodor Cleve
- 1895 William Ramsay
- 1896 Henri Moissan
- 1897 John Hall Gladstone
- 1898 Johannes Wislicenus
- 1899 Edward Schunck

### 1900-talet
- 1900 Guglielmo Koerner
- 1901 George Downing Living
- 1902 Svante Arrhenius
- 1903 Pierre Curie och Marie Curie
- 1904 William Henry Perkin den yngre
- 1905 Albert Ladenburg
- 1906 Rudolph Fittig
- 1907 Edward Williams Morley
- 1908 William A. Tilden
- 1909 James Dewar
- 1910 Theodore William Richards
- 1911 Henry Edward Armstrong
- 1912 Otto Wallach
- 1913 Raphael Meldola
- 1914 William Jackson Pope
- 1915 Paul Sabatier
- 1916 Henry Louis Le Chatelier
- 1917 Albin Haller
- 1918 F. Stanley Kipping
- 1919 Percy F. Frankland
- 1920 Charles T. Heycock
- 1921 Philippe A Guye
- 1922 Jocelyn Field Thorpe
- 1923 Herbert B. Baker
- 1924 Arthur George Perkin
- 1925 James Irvine
- 1926 James Walker
- 1927 Arthur Amos Noyes
- 1928 Frederick George Donnan
- 1929 Gilbert Newton Lewis
- 1930 Robert Robinson
- 1931 Arthur Lapworth
- 1932 Richard Willstätter
- 1933 William Hobson Mills
- 1934 Walter Norman Haworth
- 1935 Arthur Harden
- 1936 William Arthur Bone
- 1937 Hans Fischer
- 1938 George Barger
- 1939 James William McBain
- 1940 Harold Urey
- 1941 Henry Drysdale Dakin
- 1942 Cyril Hinshelwood
- 1943 Ian Morris Heilbron
- 1944 Robert Robertson
- 1945 Robert Adams
- 1946 Christopher Kelk Ingold
- 1947 Linus Pauling
- 1948 Edmund Langley Hirst
- 1949 Alexander Robertus Todd
- 1950 John Simonsen
- 1951 Eric Rideal
- 1952 Alexander Robertson
- 1953 John Lennard-Jones
- 1954 James Wilfred Cook
- 1955 Harry Work Melville
- 1956 Robert Downs Haworth
- 1957 Kathleen Lonsdale
- 1958 Ronald George Wreyford Norrish
- 1959 Robert Burns Woodward
- 1960 John Monteath Robertson
- 1961 Derek Harold Richard Barton
- 1962 Harry Julius Emeleus
- 1963 Edmund John Bowen
- 1964 Melvin Calvin
- 1965 Harold Warris Thompson
- 1966 Ewart Jones
- 1967 Vladimir Prelog
- 1968 John Warcup Cornforth, George Joseph Popjak
- 1969 Frederick Sydney Dainton
- 1970 Charles Alfred Coulson
- 1971 George Porter
- 1972 Arthur John Birch
- 1973 John Stuart Anderson
- 1974 James Baddiley
- 1975 Theodore Morris Sugden
- 1976 Rex Edward Richards
- 1977 Alan Rushton Battersby
- 1978 Albert Eschenmoser
- 1979 Joseph Chatt
- 1980 Alan Woodworth Johnson
- 1981 Ralph Alexander Raphael
- 1982 Michael James Steuart Dewar
- 1983 Duilio Arigoni
- 1984 Sam Edwards
- 1985 Jack Lewis
- 1986 A.G. Ogston
- 1987 Alec John Jeffreys
- 1988 John Pople
- 1989 Francis Gordon Albert Stone
- 1990 Keith Ingold
- 1991 Jeremy Knowles
- 1992 Alan Carrington
- 1993 Jack Baldwin
- 1994 John Meurig Thomas
- 1995 Malcolm Green
- 1996 Geoffrey Wilkinson
- 1997 Jean-Marie Lehn
- 1998 Alan Fersht
- 1999 Malcolm Chisholm

### 2000-talet
- 2000 Steven Ley
- 2001 Ian Scott
- 2002 Neil Bartlett
- 2003 Roger Parsons
- 2004 Takeshi Oka
- 2005 Chris Dobson
- 2006 Martin Pope
- 2007 John Simmons
- 2008 James Fraser Stoddart
- 2009 Jeremy Sanders
- 2010 Carol Robinson
- 2011 Ahmed Zewail
- 2012 Fraser Armstrong
- 2013 Graham Hutchings
- 2014 Clare Grey
- 2015 Gideon John Davies
- 2016 Stephen Mann
- 2017 Matthew Rosseinsky
- 2018 John A. Pyle
- 2019 Varinder Aggarwal
- 2020 Ben G. Davis
- 2021 Malcolm Levitt
- 2022 Peter Sadler
- 2023 Margaret Brimble
- 2024 Véronique Gouverneur
- 2025 Tillkännages 29 augusti 2025